# Milosz Tomanek
Milosz Tomanek (20 januari 1983) is een Belgische voormalige discuswerper. Hij werd meermaals Belgisch kampioen.

## Biografie
Tomanek nam in 2005 deel aan de Europese kampioenschappen U23 in Erfurt. Hij werd tiende in de finale van het discuswerpen. In 2006 werd hij Belgisch kampioen discuswerpen. Hij was aangesloten bij KAA Gent.

## Belgische kampioenschappen
| Onderdeel    | Jaar |
| ------------ | ---- |
| discuswerpen | 2006 |

## Persoonlijk record
| Onderdeel    | Prestatie | Datum       | Plaats   |
| ------------ | --------- | ----------- | -------- |
| discuswerpen | 56,34 m   | 2 juli 2005 | Oordegem |

## Palmares
discuswerpen
- 2004  BK AC - 52,36 m
- 2005  BK AC - 54,39 m
- 2005: 10e EK U23 te Erfurt - 55,42 m
- 2006  BK AC - 53,28 m